# Česká literatura v letech 1815–1918
Česká literatura v letech 1815–1918
V tomto období prodělala česká společnost rozsáhlé změny, které se promítly i do literatury. Během této doby se z okrajového jazyka stal samostatný jazyk a ze zanikající řeči se stala plně respektovaná řeč, o jejíž plnohodnotnosti nikdo nepochyboval.
Zpočátku byla česká scéna zcela bez politického programu, později se vytvořil program, v němž budoucnost byla spojována s Rakouskem. Teprve koncem tohoto období začal vznikat program vycházející a požadující vznik samostatného státu.

## Český romantismus
Romantismus je umělecký směr 1. poloviny 19. století. Český romantismus je v zásadě shodný s romantismem světovým, řeší obdobné problémy, literatura zde reaguje na světovou literaturu s relativně malým zpožděním. Jediným rozdílem mezi českým a světovým romantismem je, že do českého romantismu se prolínaly ještě snahy národního obrození.
Velkou úlohu hraje romantický hrdina - výjimečný člověk, který není schopen přizpůsobit se svému prostředí a lásce. Obrací se do svého nitra a hledá východisko uvnitř sebe. Soustřeďuje se na milostný vztah a lásku, je schopen milovat pouze nešťastně. Důraz je kladen na ideál krásy a lásky. Mezi další typické znaky romantismu patří individualismus, svoboda, vyobrazování přírody či důraz na lidské city a fantazii.
Prostředí, v kterém se děj odehrává, je také výjimečné: temné noci, hřbitov, tajuplné zříceniny a hrady, rokle, opuštěná místa, atd.
Tvůrci českého romantismu:
- Karel Hynek Mácha
- Václav Kliment Klicpera
- Josef Kajetán Tyl
- Josef Jaroslav Langer
- Karel Jaromír Erben
- Josef Václav Frič
- Karel Sabina
- Boleslav Jablonský
- Václav Bolemír Nebeský
- František Jaromír Rubeš

## Český realismus
Vzniká v 19. století, jako reakce na prudký rozvoj přírodních a technických věd. Vychází z životní teorie pozitivismu – filosofický směr, resp. filosofické stanovisko, že skutečnost se skládá z toho a pouze z toho, co lze poznat našimi smysly. Realistická umělecká díla obhajují tuto filosofii a píší jen o tom, co lze poznat smysly.
Všechny společenské i světové události se zdůrazňují ve světě a v literatuře. V dílech jsou hodnoceny společenské jevy. Autoři vytvářejí typy – postavy, které mají společné vlastnosti s větším počtem lidí.
V Čechách spisovatelé reagovali především na Bachův absolutismus a slovanský sjezd 1848. Ze světových událostí byl v naší literatuře největší ohlas na pařížskou komunu.
Kritický realismus tyto skutečnosti ještě hodnotí.
Neexistuje přesné ohraničení mezi romantismem a realismem.
- Jakub Arbes
- Karel Havlíček Borovský
- Božena Němcová
- Antal Stašek
- Zikmund Winter
- Ignát Herrmann

Spisovatelé s regionálním významem:
- Karel Václav Rais
- Josef Holeček
- Teréza Nováková
- Jindřich Šimon Baar
- Karel Klostermann
- Hubert Gordon Schauer

Drama:
- Ladislav Stroupežnický
- Gabriela Preissová
- Emanuel Bozděch

## Májovci
Tato skupina obdivovala český romantismus, především pak K. H. Máchu. 

Máchův Máj vydali jako 2. almanach (1858), úvodem byla Máchova podobizna. 

K této původem básnické skupině se přihlásili nejen básníci, ale i spisovatelé. Dávali přednost současnosti před minulostí.
Základ jejich programu tvořily tyto body :
1. Chtěli zobrazovat pravdivou skutečnost.
2. Studovat skutečnost.
3. Chtěli skutečnost zachytit v celé její šíři.
4. Studovat evropskou literaturu a vyrovnat českou literaturu na její úroveň.

- Vítězslav Hálek
- Jan Neruda
- Adolf Heyduk
- Karolína Světlá
- Rudolf Mayer
- Václav Šolc
- Josef Barák

Sympatizanti:
- Jakub Arbes
- Božena Němcová
- Josef Václav Frič

## Ruchovci
Tato literární skupina se soustředila kolem almanachu Ruch podle kterého byli nazváni. První číslo vyšlo při příležitosti založení Národního divadla. Rozmach této skupiny spadá do 60.–70. let 19. století – tj. do doby prudkého rozvoje průmyslu, hospodářství a kultury.
Zpočátku měli asi 20 přispěvatelů. Redaktorem byl Josef Václav Sládek, autory byli Ladislav Quis a Svatopluk Čech.
Jejich tvorba je velmi odlišná od tvorby májovců. Ruchovci neměli finanční potíže, což se samozřejmě projevilo v jejich tvorbě. Vraceli se k otázkám vlastenectví, opět se objevila myšlenka slovanské vzájemnosti. Snažili se zachovat národní charakter literatury. Spisovatelé hledali náměty v českých dějinách – ve valné většině případů nejde o literaturu faktu, ale naopak lze říci, že si na základě některých událostí vymýšlejí dějiny a upravují je do podoby v jaké by je rádi viděli. Tento jejich pohled na funkci literatury a návrat k vlastenectví byl ovlivněn také politickou situací, kdy se v rámci rakousko-uherského vyrovnání (1867) dostalo určité autonomie Maďarům, zatímco český národ vyšel naprázdno. 
Básníci se obraceli k venkovu a české selství se pro ně stalo prototypem českého národa. Napodobovali lidovou tvorbu, znovu se objevily balady a vlastenecké verše.
- Svatopluk Čech
- Eliška Krásnohorská
- Alois Jirásek
- Václav Beneš Třebízský
- Ladislav Quis

## Lumírovci
Do literatury vstupují ve stejné době jako ruchovci, ale svými názory jsou jejich protikladem. Sdružují se kolem časopisu Lumír, který vznikl v roce 1851. Největší jejich snahou bylo povznést českou literaturu na evropskou úroveň. Snažili se otevřít se světu – překládali cizí literaturu, především románskou (Francie, Itálie).
Nezajímala je minulost a pokud se zabývají historií lidstva, tak pouze v kontextu s historií národa. Filosofickým základem jejich tvorby byla myšlenka, že lidstvo se neustále vyvíjí k humanitě.
Literárně hodně experimentovali, objevují se u nich neobvyklé verše – sonety, gazely. Jejich díla patří k nejčtivějším (z této doby) a lze říci, že i kvalitativně patří k nejlepším z tohoto období. Jejich dílo může být blízké i modernímu člověku, což o předchozích skupinách říci nelze.
- Jaroslav Vrchlický
- Josef Václav Sládek
- Julius Zeyer

## Dělničtí básníci
Skupina zformovaná ve stejné době jako lumírovci. Nejednalo se o profesionální básníky nebo spisovatele, ale o dělníky, kteří se většinou projevovali jako buřiči. Jejich poezie nemá vysokou literární hodnotu a ani není zvláště čtivá.
Psali výhradně o dělnických tématech (stávky, problémy v továrnách atp.). Tito básníci byly vyzdvihováni v komunistické literatuře, protože vyhovovali komunistickému pojetí třídního světa. V dílech těchto autorů se píše o útisku, jejich cílem bylo vytvoření lepšího světa.
- Josef Boleslav Pecka-Strahovský
- Norbert Zoula
- Ladislav Zápotocký